# ثورات الأكراد في العراق (1919–1924)
ثورات الأكراد في العراق (1919–1924) هي ثورات عملها الأكراد لتكوين دولة لهم، وأبرز الثورات كانت ثورة سورشي و ثورات محمود الحفيد. قمعت الثورات وهزموا الأكراد الثوار على يد الجنود الآشوريين الذين ارسلتهم بريطانية، كقوة تأديبية للاكراد.

## خلفية

### ثورة سورشي
في عام 1919، شنّ أكراد قبيلة سورشي في قضاء عقرة تمردًا ضد الحكومة البريطانية. كان التمرد صعبًا، وفشلت الحكومة في قمعه لفترة طويلة. ثم شنّ أكراد قبيلة سورشي هجومًا على الآشوريين المتقدمين الذين كان هدفهم احتلال شمال العراق.

### الشهادة
القبائل الكردية شرق وشمال شرق الموصل سببت لنا القلق، لكنها هي الأخرى كانت قد تعلمت درسها خلال عام 1919، ولم ينهض بالتمرد سوى قبيلة سورشي في قضاء عقرة.

### ثورات محمود الحفيد
بعد وقت قصير من الاتفاقات النهائية للحرب العالمية الأولى، عُيّن شيخ الطريقة القادرية الصوفية، وهو الشخصية الأكثر نفوذًا في كردستان العراق، حاكمًا للسنجق السابق لدهوك.

## ثورات

### ثورة سورشي
الهدف الرئيسي من التمرد كان إقامة دولة كردية مستقلة.

### معركة عقرة
تشير معركة أعقر داغ، التي وقعت في 27 أكتوبر 1920، إلى التقدّم الآشوري في جبال أعقر باتجاه نهر الزاب، والتي فشلت خلالها محاولة المقاومة الكردية. كانت القوة الآشورية، التي بلغ عددها بين 4,000 و6,000 رجل، بقيادة أغا بطرس ومالك خوشابا، تتقدّم عبر شمال العراق في ذلك الوقت.
كانت جميع الثورات الكردية قد هُزمت سابقًا في شمال العراق، لكن الأكراد السورجيين في عقرة بدأوا انتفاضة في عام 1919.
في 27 أكتوبر 1920، تقدمت القوات الآشورية بقيادة أغا بطرس ومالك خوشابا نحو أكراد عقرة بهدف احتلال الأراضي، لكنها واجهت مقاومة أثناء عبور أعقر داغ ونهر الزاب.
كان الآشوريون قد تقدموا إلى شمال العراق بهدف احتلال المنطقة وقمع التمردات، مع السعي إلى إقامة دولة مستقلة محتملة. وقد تم ترتيب هذا المسعى من قبل أغا بطرس وضابط بريطاني هو الكولونيل كولن أوين وآخرين.
عند وصولهم إلى الجبال الواقعة خلف عقرة، واجه الآشوريون العدو وانخرطوا في معركة شرسة. كان التقدم الآشوري ثابتًا لكنه قوبل بمقاومة، خاصة عند بلوغ نهر الزاب. فقد حشد أكراد الزباري قواتهم بالكامل، وتمكنوا من إيقاف الآشوريين لعدة أيام بسبب عائق النهر.
وللتغلب على هذا التحدي، صنع الآشوريون قوارب صغيرة (كلك) باستخدام جلود الماعز. وفي الليل، عبر جزء من الجيش الآشوري النهر دون أن يُكتشف. وعند الفجر شنوا هجومًا مباغتًا، مستهدفين خنادق العدو بنيران رشاشات كثيفة.
وخلال هذا الهجوم، قُتل ثلاثة من أبرز المقاتلين الآشوريين — جيجي إيشو من بييلاتا، وإسرائيل بنيامين من تياري العليا، وخيو من لَگِبّا — والذين وُصفوا بالعمالقة والمقاتلين الشجعان، وكان لهم دور حاسم في فتح الطريق لتقدم الآشوريين قرب قرية بيّله، مما أجبر العدو على التراجع.
دارت معركة عنيفة، وسقطت خسائر فادحة من كلا الجانبين بينما سيطر الآشوريون على خنادق العدو. وفي النهاية، فرت القوات الكردية نحو شروايه مزين، مما أدى إلى انتصار الآشوريين في هذه المواجهة.
تراجع الأكراد إلى شروايه مزين، مما أفسح الطريق أمام الآشوريين للوصول إلى نهر الزاب وعبوره ومواصلة تقدمهم لاحتلال أراضٍ إضافية. قام الآشوريون بنهب القرى الكردية التي لم يكن لها أي علاقة بالنزاع، وسرقوا ممتلكاتها.

### دفاع جوجار
وقعت معركة دفاع جوجار (15 سبتمبر 1920) عندما شنّت القوات الكردية هجومًا على معسكر إعادة توطين آشوري يُدعى جوجار، يقع في مندان بالعراق. وعلى الرغم من أن القوات الكردية كانت تفوق الآشوريين عددًا، إلا أن الهجوم فشل، وهُزمت هذه القوات هزيمة حاسمة ودُفعت للانسحاب عبر نهر الزاب على يد المدافعين الآشوريين.
حوالي عام 1919، شنّ أكراد قبيلة سورشي في قضاء عقرة تمردًا ضد الحكومة البريطانية. كان التمرد قويًا، وفشلت الحكومة في القضاء عليه لفترة طويلة. ولم يكن ذلك إلا في سبتمبر 1920، عندما هاجم أكراد سورشي معسكر جوجار الآشوري، حتى هُزموا على يد القوات الآشورية بقيادة أغا بطرس.
في الأسبوع الثاني من سبتمبر 1920، شنّ أكراد قبيلة سورشي هجومًا على معسكر إعادة التوطين الآشوري في جوجار، الواقع على بُعد ثلاثين ميلاً شمال شرق الموصل. وعلى الرغم من تفوقهم العددي الكبير، ألحق الآشوريون خسائر فادحة بالمهاجمين — حيث قُتل نحو 60 شخصًا منهم، وأُجبر الباقون على الفرار عبر نهر الزاب، حيث يُقال إن حوالي 140 منهم غرقوا. أما خسائر الآشوريين فكانت طفيفة، إذ قُتل 4 وجُرح 8 فقط.
انتهى الهجوم الفاشل الذي شنّه أكراد سورشي بخسائر فادحة، إذ دفعهم الآشوريون إلى عبور نهر الزاب، مما أدى إلى غرق نحو 140 كرديًا. أوقف هذا الانتصار الآشوري أي تمرد آخر في المنطقة، وأتاح للقوات البريطانية بقيادة الجنرال هالدين تحويل تركيزها إلى مناطق أخرى. كما أظهر هذا النجاح فعالية الوحدات الآشورية المسلحة التي دربتها الإدارة المدنية، مما عزز السيطرة البريطانية في شمال بلاد ما بين النهرين.

### ثورات محمود الحفيد
كانت ثورات محمود البرزنجي عبارة عن سلسلة من الانتفاضات المسلحة التي قادها الشيخ الكردي محمود البرزنجي ضد السلطة العراقية في بلاد الرافدين التي احتلتها بريطانيا حديثًا ثم ضد الانتداب البريطاني على العراق. بعد تمرده الأول في مايو 1919، سُجن الشيخ محمود ونُفي في النهاية إلى الهند لمدة عام واحد. عند عودته، عُين مرة أخرى حاكمًا، لكنه سرعان ما ثار مرة أخرى وأعلن نفسه حاكمًا لمملكة كردستان. استمرت مملكة كردستان من سبتمبر 1922 إلى يوليو 1924. مع تفوق القوات البريطانية عليه بشكل كبير في الذخيرة والتدريب، أدت هزيمته أخيرًا إلى إخضاع المنطقة للحكم البريطاني العراقي المركزي في عام 1924. تراجع الشيخ محمود إلى الجبال ثم توصل في النهاية إلى اتفاق مع مملكة العراق المستقلة في عام 1932. تعتبر ثورات الشيخ محمود الفصل الأول من النزاع العراقي الكردي الحديث.

### ثورة 1919
في 23 مايو 1919، بعد بضعة أشهر من تعيينه حاكمًا للسليمانية، جمع البرزنجي 300 مقاتل قبلي، وطرد المشرفين البريطانيين وأعلن نفسه "حاكمًا لكل كردستان"، فبدأ أولى ثورات محمود البرزنجي. في وقت مبكر من التمرد، شهد الأكراد بعض النجاح مع الكمين الناجح لرتل بريطاني خفيف ضل طريقه إلى ما وراء جمجمال. على جانبي الحدود، أعلنت القبائل الكردية ولائها للشيخ محمود.
سرعان ما تحالف المقاتلون القبليون من إيران والعراق مع الشيخ محمود بعد أن أصبح أكثر نجاحًا في معارضة الحكم البريطاني. ووفقًا لماكدويل، فإن قوات الشيخ "كانت تتألف في الغالب من مزارعي ورجال قبائل برزنجة، والهمفاند تحت قيادة كريم فتاح بيك، والقطاعات الساخطة من قبائل الجاف، والجباري، والشيخ بيزايني، والشوان". لم تزداد شعبية وأعداد قوات الشيخ محمود إلا بعد كمينهم لرتل عسكري بريطاني.
وكان من بين أنصار الشيخ محمود أيضًا مصطفى بارزاني البالغ من العمر 16 عامًا، والذي أصبح فيما بعد الزعيم المستقبلي للقضية القومية الكردية وقائدًا لقوات البيشمركة. وعبر بارزاني ورجاله، بناءً على أوامر شيخهم أحمد البرازاني وادي بياو للانضمام إلى الشيخ محمود برزنجي. وعلى الرغم من تعرضهم لكمين عدة مرات على طول الطريق، تمكن بارزاني ورجاله من الوصول إلى موقع الشيخ محمود، لكنهم تأخروا كثيرًا لمساعدة الثورة. لم يكن مقاتلو بارزاني سوى جزء من قوة الشيخ التي يبلغ قوامها 500 فرد.
وعندما أدرك البريطانيون القوة السياسية والعسكرية المتنامية للشيخ، اضطروا للرد عسكريًا، وهُزم لواءان قوة كردية قوامها 500 فرد في ممر بازيان في 18 يونيو، واحتُلت حلبجة في اليوم الثامن والعشرين، منهيةً بذلك الدولة الكردية والثورة.

### نفي الشيخ محمود
اعتُقل الشيخ محمود البرزنجي ونُفي إلى الهند في عام 1921. واستمر مقاتلو محمود في معارضة الحكم البريطاني بعد اعتقاله. ورغم عدم تنظيم هذه القوة القبلية تحت قيادة واحدة، إلا أنها كانت "معادية للبريطانيين بشكل نشط"، وشاركت في هجمات خاطفة، وقتلت ضباطًا عسكريين بريطانيين، وشاركت في أخرى - تركت صفوف الأتراك للانضمام إلى الجيش الكردي.

### ثورة 1922
بعد معاهدة سيفر التي تم بموجبها تسوية بعض المناطق، ظلت السليمانية تحت السيطرة المباشرة للمندوب السامي البريطاني. وبعد اختراق مفرزة "أوزدمير" التركية للمنطقة، حاول البريطانيون مقاومة ذلك بتعيين الشيخ محمود، الذي عاد من منفاه، حاكمًا مرة أخرى، في 14 سبتمبر 1922.
ثار الشيخ مرة أخرى وأعلن نفسه في نوفمبر ملكًا لمملكة كردستان. وكان من بين أعضاء حكومته. وكان جيش مملكة كردستان يسمى الجيش الوطني الكردي.
كما اعتدى الأرمن والآشوريين والهنود على النساء الكرديات، وقصفت القوة الجوية البريطانية القرى الكردية في رواندز، وقالت صحيفة الديلي ميل:
يفيد بلاغ صادر من أنقرة بأن كتائب بريطانية مكوّنة من هنود، ونساطرة، وأرمن، وبريطانيين، تقوم بعمليات عسكرية في منطقة بواندوز، شمال شرق الموصل، وترتكب فظائع في جنوبي كردستان "تجعل الشعر يقف من هولها". ويضيف البلاغ أن الأرمن والنساطرة يعتدون على النساء الكرديات، بينما يقوم الطيارون البريطانيون بتدمير القرى والمحاصيل. (رويترز)
هُزم البرزنجي في يوليو 1924 عندما أرسل البريطانيون جنودًا آشوريين للاستيلاء على السليمانية. وبعد أن هزمت الحكومة البريطانية الشيخ محمود أخيرًا، وقعت على اتفاقية تسليم العراق للملك فيصل الأول وحكومة جديدة بقيادة عربية. وفي يناير 1926، منحت عصبة الأمم حق الانتداب على المنطقة إلى الانتداب البريطاني على العراق، مع توفير حقوق خاصة للأكراد.

### ما بعد ثورته
بعد الهزيمة، تراجع الشيخ محمود إلى الجبال. وفي عامي 1930 و1931، قام الشيخ محمود البرزنجي بآخر محاولة فاشلة له للوصول إلى السلطة.
وفي وقت لاحق، وقع اتفاقية سلام مع الحكومة العراقية, الجديدة، وعاد من العمل السري إلى العراق المستقل في عام 1932.